# Química de sistemas
La química de sistemas es la ciencia que estudia las diversas redes de moléculas que interactúan entre sí para crear nuevas funciones a partir de un conjunto de moléculas con diferentes niveles jerárquicos y propiedades emergentes.  
La química de sistemas también está relacionada con el origen de la vida (abiogénesis). 

## Relación a la biología de sistemas
La química de sistemas es una joven sub-disciplina de la química, donde el enfoque no se centra en los componentes químicos individuales sino en la red general de moléculas que interactúan y en sus propiedades emergentes. Por lo tanto, combina el conocimiento tradicional de la química (estructura, reacciones e interacciones de las moléculas) junto con un enfoque de sistemas inspirado en la biología de sistemas y la ciencia de sistemas .

## Ejemplos
La química combinacional se ha utilizado como un método para desarrollar ligandos para biomoléculas y receptores para moléculas pequeñas. 
La identificación de ligandos que pueden reconocer biomoléculas mediante la preparación de bibliotecas de ligandos potenciales en presencia de una biomacromolécula como objetivo. Esto es relevante para su aplicación como biosensores para el monitoreo rápido de desequilibrios y enfermedades y agentes terapéuticos. 

## Redes moleculares y equilibrio
Hay una gran diferencia entre la química que se produce en los laboratorios, y la química que se produce en los sistemas vivos. La química en un laboratorio está diseñada en su mayoría de tal manera que el sistema va cuesta abajo termodinámicamente, es decir, el estado del producto tiene una energía libre de Gibbs más baja, lo que resulta en moléculas estables que pueden aislarse y almacenarse. En contraste, la química de la vida funciona de un modo muy diferente: la mayoría de las moléculas que constituyen los sistemas vivos se renuevan de forma continua y no son necesariamente termodinámicamente estables. Sin embargo, los sistemas vivos pueden ser estables, pero en un sentido puramente homeostático. Estos sistemas homeostáticos están lejos del equilibrio y son disipativos (necesitan energía para mantenerse). En los sistemas controlados, el suministro continuo de energía permite una transición continua entre diferentes estados supramoleculares, donde en teoría es posible descubrir sistemas con propiedades inesperadas.

## Historia
Aún que las reacciones de multicomponentes se han estudiado durante siglos, la idea de analizar deliberadamente mezclas y redes de reacción es más reciente. Las primeras menciones de la química de sistemas como campo de estudio datan de 2005.   Los primeros en adoptar esta tecnología se centraron en la química prebiótica combinada con la química supramolecular, antes de que se generalizara al estudio de las propiedades y funciones emergentes de cualquier sistema molecular complejo.